# Charles Champoiseau
Charles François Noël Champoiseau (Tours, 1º maggio 1830 – Parigi, 29 giugno 1909) è stato un diplomatico e archeologo francese, famoso per aver scoperto la Nike di Samotracia nel 1863.

## Biografia
Figlio di Noël Champoiseau, sindaco di Tours, cofondatore e secondo presidente della Società Archeologica della Turenna. Egli seguì subito la carriera diplomatica e successivamente diventa vice-console a Redoule-Kaleh nel 1855 e a Filippopoli nel 1857; responsabile della gestione del consolato di Adrianopoli nel 1862; console onorario responsabile del vice-consolato di Giannina nel 1865; console a Giannina nel 1867 e a La Canea nel 1868, alla città di Ruse in Bulgaria tra il 1869 e il 1873, a Bilbao nel 1873, a Galaiz nel 1874; console di prima classe nel 1875; responsabile della gestione del consolato di Baie nel 1877; console a Messina nel 1878, a Livorno nel 1880, console generale a Calcutta nel 1881; responsabile del consolato di Torino nel 1882; console generale a Smirne nel 1884, a Napoli nel 1887; ministro plenipotenziario nel 1889; e, infine, responsabile d'una missione archeologica nell'isola di Samotracia nel 1891.
È diventato un membro corrispondente dell'Istituto di Francia (Académie française des Inscriptions et Belles-lettres) nel 1889 e membro dell'Accademia di Marsiglia.
Champoiseau era un ufficiale della Legion d'Onore, ufficiale dell'Istruzione pubblica e premiato con la medaglia di Crimea.
Mentre si trovava ad Adrianopoli, decise di intraprendere degli scavi archeologici nel Santuario dei Grandi Dei di Samotracia nel 1862, all'epoca era sotto il dominio ottomano, e nell'anno seguente scoprì la famosa Vittoria Alata. Egli la inviò al Museo del Louvre per arricchire la collezione che arrivò in Francia nel 11 maggio 1864.
Oggi la Nike di Samotracia è esposta a Parigi presso il Museo del Louvre.